# Heinrich-Heine-Schule (Calbe)
Die Heinrich-Heine-Schule war eine Schuleinrichtung in der Stadt Calbe. Sie existierte von 1695 bis zu ihrer Schließung 2000 unter verschiedenen Bezeichnungen. Nach dem Ende des Zweiten Weltkrieges trug sie den Namen des deutschen Dichters Heinrich Heine.
Die Schule stand in unmittelbarer Nähe der St.-Stephani-Kirche im Zentrum der Stadt Calbe. Am Westende des Gebäudes befand sich seit dem 19. Jahrhundert ein Rolandgarten, der spätere Thälmannhain. Die Schule nahm zeitweise bis zu 850 Schüler auf.

## Geschichte
Schon seit 1374 gab es, etwa 100 Meter vom Standpunkt des 1695 errichteten Schulgebäudes entfernt, eine Schule. Sie befand sich direkt an der Wilhelm Loewe-Straße. 1695 beschloss der Stadtrat die Erbauung einer neuen Schule, weil die alte zu klein geworden war. Dieses barocke Gebäude hatte zuerst vier Klassenräume, später acht. Der Oberpfarrer und Regionalhistoriker Magister Johann Heinrich Hävecker war in neuen Schule Rektor.
1857 errichtete man südlich daneben eine Knabenvolksschule und 1880 wiederum südlich daran anschließend eine Mädchenvolksschule, letztere im Backsteinstil des ausgehenden 19. Jahrhunderts. Die alte barocke Schule wurde danach abgerissen. Die beiden später vereinigten Volksschulen existierten bis zum Ende des 20. Jahrhunderts, seit 1945 als Heinrich-Heine-Schule. 2000 wurde der Schulbetrieb eingestellt und 2002 das Gebäude abgerissen.